# Anders Limpar
Anders Erik Limpar (* 24. září 1965, Solna) je bývalý švédský fotbalista. Hrával na pozici záložníka.
Se švédskou fotbalovou reprezentací získal bronzovou medaili na mistrovství Evropy roku 1992 i na mistrovství světa roku 1994. Hrál též na světovém šampionátu roku 1990. Celkem za národní tým odehrál 58 utkání a vstřelil v nich 6 gólů.
S Arsenalem Londýn vyhrál v sezóně 1993/94 Pohár vítězů pohárů. Roku 1991 se s ním stal mistrem Anglie. S AIK Stockholm se stal mistrem Švédska (1998).
Roku 1991 byl vyhlášen nejlepším fotbalistou Švédska.